# Un vampiro in famiglia
Un vampiro in famiglia (in portoghese Meu Cunhado é um Vampiro) è un film del 2023 diretto da Ale McHaddo.

## Trama
Fernandinho, padre di famiglia ed ex calciatore, si ritrova in costante conflitto con la sua ex moglie Michelle. Anni dopo il suo ritiro dal campo, dedica il suo tempo alla sua famiglia e alla conduzione di un podcast sportivo. La sua tranquilla routine viene bruscamente alterata quando scopre un fatto sorprendente su suo cognato, Gregorio un individuo scomodo, pigro e particolare, che, con grande stupore di Fernandinho, è un vampiro. La vita di Fernandinho viene sconvolta quando Gregorio, il fastidioso visitatore, rivela la sua vera identità di vampiro con sinistri piani per attaccare il quartiere. Il segreto di Gregory non rimane nascosto a lungo, soprattutto quando Fernandinho inizia a collegare i puntini, rendendosi conto che una presunta malattia che affligge Rio de Janeiro, prosciugando il sangue di diverse persone, è legata ai piani crudeli del vampiro.

## Distribuzione
Il film è stato distribuito sulla piattaforma Netflix a partire dal 24 dicembre 2023.